# Jarek Wist
Jarek Wist, właśc. Jarosław Wiszowaty (ur. 7 kwietnia 1981 w Inowrocławiu) – polski muzyk, wokalista, autor muzyki i tekstów piosenek. Współtwórca i wokalista projektu Swinging with Sinatra.

## Życiorys
Studiował filologię włoską na Uniwersytecie Mikołaja Kopernika w Toruniu, Uniwersytecie Ca’ Foscari w Wenecji, w 2012 ukończył studia magisterskie na kierunku Italianistyka na Uniwersytecie Warszawskim (specjalizacja – językoznawstwo).
Karierę rozpoczął w 2002 wygraną w programie TVP2 Szansa na sukces, gdzie wykonał piosenkę „Małe szczęścia”, a potem „Jestem z Tobą” z repertuaru Roberta Jansona i Varius Manx. Rozpoczął współpracę i koncertował z artystami, takimi jak np. zespół Skaldowie, Anna Maria Jopek, Mieczysław Szcześniak czy rozrywkowa orkiestra Kukla Band, w której gościnnie występuje do dziś. W 2006 nagrał swoją wersję piosenki „Fresh” zespołu Kool and the Gang. Utwór znalazł się na płycie Pozytywne wibracje vol.8. Za autorską piosenkę „Między słowami” został uhonorowany na gali Fryderyków 2007 tytułem „nadzieja i odkrycie roku”. W 2008 wystąpił jako finalista na sopockiej scenie festiwalu TOPtrendy z singlem „Zawsze wracaj”.
We współpracy z Krzysztofem Herdzinem stworzył projekt Swinging with Sinatra, którego jest wokalistą. W styczniu 2013 ukazała się płyta pt. Swinging with Sinatra – Jarek Wist & Krzysztof Herdzin Big Band LIVE, będąca nagraniem koncertu w Inowrocławiu. Album utrzymywał się na listach Top Ten (w kategorii Jazz, Blues) w Empiku przez ponad pół roku. We wrześniu 2013 zespół wystąpił w warszawskim Teatrze Muzycznym „Roma” na otwarciu jesiennej ramówki TVP Kultura w sezonie 2013/2014, a następnie uświetnili program sylwestrowy tej stacji oraz noworoczny TVP Polonia. Koncertują również w nowych odsłonach: z małym bandem lub towarzyszeniem orkiestry smyczkowej. W marcu 2016 wraz z zespołem odbył tournee koncertowe po Brazylii. Ponownie koncertował w Brazylii, a także w Stanach Zjednoczonych w maju 2017. Występował także w Paryżu w grudniu 2017, a w marcu 2018 – w Rzymie.
W lutym 2014 wydał debiutancki, solowy album studyjny pt. Jest zapisane, który był nagrany we współpracy z producentem Robertem Amirianem i czołowymi muzykami polskiej sceny. Album utrzymany jest w klimacie retro popu lat 50. i 60., promował go singlami „Ciao”, „Nieważne co powiesz” i „Jest zapisane”. W maju 2015 wydał drugi solowy album pt. Na swojej skórze. Jest autorem tekstów i współautorem muzyki do większości utworów z płyty. Producentem krążka jest Piotr Siejka oraz gościnnie Ron Adams. Śpiewa także w języku włoskim.

## Dyskografia
- Swinging with Sinatra (2013)
- Jest zapisane (2014)
- Na swojej skórze (2015)
- Dolce Vitam (2020)[10]